# Teketeke (film)
Pour les articles homonymes, voir Teke Teke (homonymie).
Pour plus de détails, voir Fiche technique et Distribution.
Teketeke (テケテケ) est un film d'horreur japonais réalisé par Kōji Shiraishi, sorti en 2009. Le film met en vedette les acteurs Yūko Ōshima, Mami Yamasaki et Mai Nishida, et est basé sur la légende urbaine japonaise connue sous le nom de Teke Teke.

## Synopsis
Une jeune femme est agressée puis violentée par un groupe d’hommes et est ensuite laissée pour morte. Seule et apeurée, cette jeune femme demande du secours, mais en vain, et épuisée, elle s'écroule inconsciente sur les voies ferrées de Meishin. Son fantôme vengeur et maléfique hante désormais les rues de Meishin et arrache les jambes de quiconque se trouve sur son chemin. 

## Distribution
- Yūko Ōshima : Kana Ohashi
- Mami Yamasaki : Rie Hirayama
- Mai Nishida : Ayaka Sekiguchi
- Ikkei Yamamoto (ja) (crédité comme "Ikkei") : Utsumi Keita
- Kaoru Mizuki : la mère de Kana
- Michiko Sawayanagi
- Shinmei Tsuji
- Shinnosuke Abe (ja) : Takeda
- Kanako Kojima (ja) : Hiromi Shimizu

## Suite
Le film a fait l'objet d'une suite, Teketeke 2 (テケテケ 2), sortie en 2009.

### Bibliothèque
- Murguía Salvador Jimenez, The Encyclopedia of Japanese Horror Films (National Cinemas) [« Encyclopédie des films d'horreur japonais (Cinémas nationaux) »], Rowman et Littlefield, 2016 (ISBN 978-1442261662)